# Список вимерлих тварин Нідерландів
Список вимерлих тварин Нідерландів включає види і підвиди тварин, що колись жили в Нідерландах, але зникли з часу проживання людей. Цей список включає ссавців, птахів, риб, молюсків, метеликів, бабок, бджіл, бабок, одноденок, коників і цвіркунів, які зникли з Нідерландів. У Нідерландах не було відомих вимирань плазунів чи земноводних.
Більшість тварин із цього списку поширені в інших країнах світу. Проте, такі види як гагарка велика (Pinguinus impennis), європейська дикий кінь (Equus ferus) і тур (Bos primigenius primigenius) вимерли. Один скелет великої гагарки був розкопаний у римському поселенні поблизу Велзена, а окремі кістки виявлені поблизу Роттердама. Після 400 року у Нідерландах вимерли тури. Phengaris alcon arenaria, ендемічний підвид синявця Алькона, вимер наприкінці 1970-х.
Рештки сірого кита (Eschrichtuis robustus) були знайдені у пластах, що датуються 340 роком до н. е., що свідчить про те, що цей вид колись плавав у Північному морі, хоча зараз там він не трапляється. Нижня щелепа рисі (Lynx lynx lynx) була знайдена на залишках римського поселення поблизу Валкенбурга в Нідерландах. Під час розкопок місць, датованих римським періодом (близько 400 р. н. е.) у дельті Рейну, були знайдені місця розмноження кучерявого пелікана (Pelecanus crispus). Згідно з мисливськими правами єпископів Утрехта відомо, що бурі ведмеді (Ursus arctos arctos) жили в Нідерландах ще в одинадцятому столітті. Згідно з мисливською ліцензією з Дренте, лосі (Alces alces alces) також жили в цій країні до 1025 року.
Північноатлантичний кит (Eubalaena glacialis) колись жив від Біскайської затоки до Норвегії. Вважається, що останні кити були вбиті біля європейського узбережжя наприкінці Середньовіччя . Однак у 2005 році кита помітили біля острова Тесел.

## Ссавці
- Alces alces alces — лось звичайний (1025)
- Barbastellus barbastellus — широковух звичайний
- Bos primigenius primigenius — тур (400 н. е.)
- Equus ferus — тарпан
- Рись рись рись — рись євразійська (римський період)
- Mustela lutreola — норка європейська (1887)
- Rhinolophus ferrumequinum — підковик великий (1974)
- Rhinolophus hipposideros — підковик малий (1983)
- Ursus arctos arctos — ведмідь бурий (одинадцяте століття)

## Птахи
- Pinguinus impennis — гагарка велика — у світі вимерлий
- Tringa glareola — коловодник болотяний (1939) — більше не гніздиться в Нідерландах, але їх можна зустріти під час міграційного сезону.

## Риба
- Alosa alosa — алоза, шед (1993)
- Alosa Fallax — фінта (1970)
- Coregonus oxyrinchus — сиг морський (1940)
- Hippocampus ramulosus — звичайний морський коник
- Thymallus thymallus — харіус
- Salmo trutta fario — коричнева форель
- Syngnathus typhle — трубкорот

## Молюски
- Pisidium tenuilineatum
- Rissoa membranacea
- Spermodea lamellata
- Unio crassus (1968)

## Комахи

### Метелики
- Aporia crataegi
- Argynnis paphia
- Boloria euphrosyne
- Brenthis ino
- Coenonympha hero
- Cupido minimus minimus
- Euphydryas aurinia aurinia
- Lycaena hippothoe hippothoe
- Melitaea diamina
- Nymphalis antiopa
- Phengaris alcon arenaria (1979)
- Phengaris arion
- Phengaris nausithous
- Phengaris teleius
- Plebeius idas idas
- Polyommatus semiargus semiargus
- Thymelicus acteon acteon
- Spialia sertorius sertorius

### Бабки
- Nehalennia speciosa

### Бджоли
- Ammobates punctatus
- Andrena curvungula
- Andrena marginata
- Andrena nitidiuscula
- Andrena pandellei
- Andrena schencki
- Andrena thoracica
- Anthidium byssinum
- Anthophora aestivalis
- Anthophora bimaculata
- Anthophora borealis
- Anthophora plagiata
- Biastes truncatus
- Bombus confusus
- Bombus cullumanus
- Bombus pomorum
- Bombus subterraneus
- Coelioxys alata
- Dufourea minuta
- Halictus eurygnathus
- Halictus quadricinctus
- Lasioglossum laeve
- Lasioglossum laevigatum
- Nomada argentata
- Nomada furva
- Nomada mutabilis
- Nomada obtusifrons
- Nomada piccioliana
- Nomada rhenana
- Nomada roberjeotiana
- Osmia anthocopoides
- Osmia papaveris
- Osmia xanthomela
- Rophites quinquespinosus
- Thyreus orbatus

### Волохокрильці
- Holocentropus insignis
- Hydroptila cornuta
- Hydroptila dampfi
- Ithytrichia lamellaris
- Micrasemodes minimus
- Oligoplectrum maculatum
- Sericostoma flavicorne
- Setodes viridis
- Silo piceus

### Коники та цвіркуни
- Locusta migratoria
- Psophus stridulus

### Веснянки
- Euleuctra geniculata
- Isogenus nubecula
- Isoperla grammatica
- Isoptena serricornis
- Leuctra fusca
- Marthamea selysii
- Protonemura nitida
- Taeniopteryx nebulosa
- Xanthoperla apicalis

### Одноденки
- Ametropus fragilis
- Choroterpes picteti
- Ecdyonurus affinis
- Ecdyonurus dispar
- Habroleptoides modesta
- Габрофлебія лаута
- Heptagenia coerulans
- Isonychia ignota
- Oligoneuriella rhenana
- Palingenia longicauda
- Potamanthus luteus
- Siphlonurus aestivalis
- Siphlonurus alternatus
- Siphlonurus lacustris

## Реінтродуковані та відроджені види

### Ссавці
- Castor fiber albicus — європейський бобер

Останній відомий бобер у Нідерландах був убитий у 1826 році. У 1988 році бобри були знову впроваджені в національному парку Бісбош, а в 1994 році бобри були випущені у природу в Гелдерс-Пуорт (пустеля між Арнемом і Неймегеном). Кількість бобрів почала збільшуватися і вони поширилися в інші частини Нідерландів.
- Canis lupus lupus — євразійський вовк

ICUN перелічує вовка як регіонально зниклого в Нідерландах. У березні 2015 року в країні був помічений перший за 100 років вовк. Вдруге повідомлено про спостереження після успішних програм реінтродукції вовків у сусідній Німеччині, коли тимчасові вовки-мігранти, очевидно, іноді перетинали кордон. Троє дитинчат вовків були помічені в червні 2019 року.
- Cricetus cricetus canescens — хом'як європейський

Хом'яки вимерли в дикій природі, але завдяки програмі розмноження популяція відновлена в заповіднику хом'яків в Сіббе в південній провінції Лімбург. У 2003 році було випущено більше хом'яків у другому заповіднику хом'яків в Амбі, неподалік від Маастрихта. Згодом відбулися ще чотири реінтродукції в Гері, Сіттарді, Путі та Конінгсбоші. У 2006 році популяція диких хом'яків зросла до 600 нір.
- Felis silvestris silvestris — європейська дика кішка

Дика кішка вимерла в Нідерландах за римських часів. У 2002 році була знайдена мертва кішка поблизу Гренландена в Гелдерланді, тоді як ще одна мертва тварина була знайдена того року поблизу Ваалса в Південному Лімбурзі. Перший живий кіт був спійманий поблизу Геезе, Північний Брабант, у 2004 році У 2006 році біля Ваалса на камеру було зафіксовано ще одну дику кішку.
- Lutra lutra — європейська видра

Остання видра в Нідерландах була вбита автомобілем 17 вересня 1988 року в районі Журе (провінція Фрісландія). Перші видри були повторно інтродуковані в Національному парку Де Веерріббен (провінція Оверейсел) 8 липня 2002 року. До 2012 року вони були вивільнені і в інших частинах Нідерландів.
- Phocoena phocoena — морська свиня

У двадцятому столітті для осушення затоки Зейдерзе було збудовано велику дамбу Афслютдейк. Зейдерзе стало озером Ейсселмер і великі площі води могли бути використані для сільського господарства та житла. Після цього морська свиня разом з афаліною зникла з вод навколо Нідерландів. Вони повернулися у 1980-х.

### Птахи
- Ciconia ciconia — білий лелека

Колись ці птахи були дуже поширеними в Нідерландах, але їх кількість швидко зменшувалась у XIX столітті. 1891 рік був першим роком, коли в Нідерландах не розмножувався жоден білий лелека. Програма збереження та реінтродукції, розпочата в 1967 році призвела до збільшення чисельності виду до 396 гніздових пар у 2000 році.
- Egretta garzetta garzetta — мала чапля

Цей птах вимер у Нідерландах у дев'ятнадцятому столітті через вилов через їхнє пір'я, яке використовувалось у капелюшній промисловості. У 1979 році цей птах вперше розмножився в природному заповіднику Оостваардерсплассен. Вдруге цей птах знову розмножився в Нідерландах в 1994 році. Після цього вид щорічно розмножується в Нідерландах. Їх кількість все ще збільшується.
- Grus grus — журавель сірий

У 2001 році, вперше за 250 років, одна журавлина пара успішно розмножилася у Фохтелервені, заповіднику на кордоні провінцій Фрісландія та Дренте. До цього журавель траплявся в Нідерландах лише в період міграції.
- Porzana pusilla intermedia — погонич-крихітка

Цей птах вважався вимерлим в Нідерландах після того, як востаннє його спостерігали в 1972 році. На початку 2005 року п'ять птахів і дві гніздові пари були зафіксовані в провінції Утрехт.

### Риби
- Salmo salar — атлантичний лосось

Атлантичний лосось був дуже поширеним у Нідерландах до XVII столітті, але зник, коли голландці збудували дамби на річках. Лосось не міг дістатись до місця розмноження в річках Рейн і Маас. Програма реінтродукції призвела до поширення лосося в Айзельмері та річці Рейн.

### Бабки
- Coenagrion armatum — стрілка озброєна

В 1956 році бабку визнано вимерлою в Нідерландах, але 9 травня 1999 році була відкрита в Національному парку Де Веерріббен
- Coenagrion mercuriale — стрілка Меркурія

Востаннє спостерігалася в 1953 році, але був знову відкритий у Лімбурзі в 2011 році.

### Коники
- Tetrix bipunctata

Цей вид не реєструвався з 1975 року. Тому він був внесений до списку вимерлих у Червоному списку Нідерландів у 1999 році, але знову спостерігався у 2011 році.